# Habritys
Habritys är ett släkte av steklar som beskrevs av Thomson 1878. Habritys ingår i familjen puppglanssteklar.
Kladogram enligt Catalogue of Life och Dyntaxa:
| Habritys | \| \| Habritys brevicornis \| \| \| \| \| \| Habritys latrus \| \| \| \| \| \| Habritys subcrispus \| \| \| \| |
|          | \| \| Habritys brevicornis \| \| \| \| \| \| Habritys latrus \| \| \| \| \| \| Habritys subcrispus \| \| \| \| |
|          | Habritys brevicornis                                                                                           |
|          | |
|          | Habritys latrus                                                                                                |
|          | |
|          | Habritys subcrispus                                                                                            |
|          | |